# Giovanni Fabris (calciatore)
Giovanni Nazzareno (Neno) Fabris (Thiene, 14 febbraio 1928 – Thiene, 2 gennaio 2021) è stato un calciatore italiano, di ruolo centrocampista.

## Carriera
Dal 1946 al 1949 giocò come colonna nel Thiene per tre campionati di Prima Divisione.
Dal 1951 al 1954 giocò tre stagioni in Serie B con il Vicenza (61 presenze e 17 reti).
Passò poi al Prato.